# Arie Aksztajn
Arie Aksztajn (ur. 1929 w Wilnie, zm. 3 lipca 2015 w Rosz Pina) – polsko-izraelski artysta żydowskiego pochodzenia.
Swoje dzieciństwo spędził w Łodzi. Ukończył zaledwie trzy klasy szkoły powszechnej. Podczas II wojny światowej został przesiedlony do łódzkiego getta. Następnie został wraz z matką wywieziony do obozu koncentracyjnego Auschwitz-Birkenau, który przeżył, podczas gdy matka zmarła. 
Po zakończeniu wojny przeprowadził się do Niemiec. W 1948 roku wyemigrował do Izraela. Był marynarzem na statku rybackim, później pomocnikiem geologa przy poszukiwaniach złóż ropy naftowej w Arad. Następnie przeprowadził się do miasteczka Rosz Pina, gdzie aż do śmierci pracował jako malarz i rzeźbiarz. Nigdy nie nauczył się języka hebrajskiego.
Jego własnoręcznie lepione gliniane figurki przedstawiające postacie zapamiętane z dawnej Łodzi znalazły się w izraelskich muzeach. Wspomnienia z dzieciństwa zawarł w wydanej w Izraelu książce Ciotka Ester.